# 喀里多尼亞 (紐約州村)
喀里多尼亞（英語：Caledonia）是位於美國紐約州利文斯頓縣的村。

## 人口
根據2020年美國人口普查的數據，喀里多尼亞的面積為5.43平方千米，皆為陸地。當地共有人口2080人，而人口密度為每平方千米383人。